# Lockheed L-1011 TriStar
Lockheed L-1011 TriStar, kratko L-1011 ali TriStar, je trimotorno širokotrupno reaktivno potniško letalo ameriškega proizvajalca Lockheed. L-1011 je bilo tretje širokotrupno potniško letalo za Boeingom 747 in McDonnellom Douglasom DC-10. Ima kapaciteto do 400 sedežev in dolet 7400 kilometrov. Letalo za pogon uporablja tri turboventilatorske motorje Rolls-Royce RB211, dva na krilih in enega v sredini (repu). Repni motor ima S-dovod za zrak. Letalo ima možnost avtomatskega pristanka (Autoland).
L-1011 TriStar so naredili v dveh različicah, v prvi različici L-1011-1 je prvič poletel novembra 1970 in vstopil v uporabo pri nekdanji ameriški družbi Eastern Air Lines 972. Druga, krajša različica L-1011-500 je prvič poletel leta 1978 in vstopil v uporabo pri letalski družbi British Airways leto pozneje. Originalni TriStar je imel tudi verzijo z večjo vzletno težo L-1011-100 ter pozneje še L-1011-250. Verzijo L-1011-1 so pozneje preuredili v bolj težka letala verzij L-1011-50 in L-1011-150.
Uporablja se tudi prirejena verzija letala Stargazer, ki med letom izstreljujeo vesoljsko raketo Pegasus. Pegasus je težka 23.000 kilogramov in lahko pošlje v orbito 440 kilogramov. 

## Tehnične specifikacije
|                                                                   | L-1011-1                                     | L-1011-200                                   | L-1011-500                                   |
| ----------------------------------------------------------------- | -------------------------------------------- | -------------------------------------------- | -------------------------------------------- |
| Posadka                                                           | 3                                            | 3                                            | 3                                            |
| Kapaciteta sedežev                                                | 400 (1-razred) 256 (mešano)                  | 400 (1-razred) 256 (mešano)                  | 330 (1-razred) 246 (mešano)                  |
| Širina kabine (znotraj)                                           | 18 ft 11 in (5,77 m)                         | 18 ft 11 in (5,77 m)                         | 18 ft 11 in (5,77 m)                         |
| Dolžina                                                           | 54,17 m                                      | 54,17 m                                      | 50,05 m                                      |
| Razpon kril                                                       | 47,35 m                                      | 47,35 m                                      | 50,09 m                                      |
| Višina                                                            | 55 ft 4 in (16,87 m)                         | 55 ft 4 in (16,87 m)                         | 55 ft 4 in (16,87 m)                         |
| Površina kril                                                     | 321,1 m2                                     | 321,1 m2                                     | 329,0 m2                                     |
| Maks. vzletna teža MTOW                                           | 430.000 lb (200.000 kg)                      | 466.000 lb (211.374 kg)                      | 510.000 lb (231.332 kg)                      |
| Maks. pristajalna teža MLW                                        | 358.000 lb (162.386 kg)                      | 368.000 lb (166.922 kg)                      | 368.000 lb (166.922 kg)                      |
| Operacijska prazna teža                                           | 241.700 lb (110.000 kg)                      | 248.400 lb (113.000 kg)                      | 245.400 lb (111.000 kg)                      |
| Maks. hitrost                                                     | Mach 0,95 (Max continuous speed = Mach 0,90) | Mach 0,95 (Max continuous speed = Mach 0,90) | Mach 0,95 (Max continuous speed = Mach 0,90) |
| Potovalna hitrost                                                 | 520 vozlov (963 km/h; 598 mph)               | 515 vozlov (954 km/h; 593 mph)               | 525 vozlov (972 km/h; 604 mph)               |
| Hitrost izgube vzgona pri MLW, z zakrilci in izpuščenim podvozjem | 108 vozlov (200 km/h; 124 mph)               | 110 vozlov (204 km/h; 127 mph)               | 114 vozlov (211 km/h; 131 mph)               |
| Dolet pri maks. tovoru                                            | 2.680 nmi (4.963 km; 3.084 mi)               | 3.600 nmi (6.667 km; 4.143 mi)               | 5.345 nmi (9.899 km; 6.151 mi)               |
| Dolet z maks. gorivom                                             | 4.250 nmi (7.871 km; 4.891 mi)               | 4.935 nmi (9.140 km; 5.679 mi)               | 6.090 nmi (11.279 km; 7.008 mi)              |
| Največja višina leta                                              | 42.000 ft (12.800 m)                         | 42.000 ft (12.800 m)                         | 43.000 ft (13.100 m)                         |
| Motorji (×3)                                                      | Rolls-Royce RB.211-22                        | Rolls-Royce RB.211-524B                      | Rolls-Royce RB.211-524B                      |
| Potisk motorjev (×3)                                              | 42.000 lbf (187 kN)                          | 50.000 lbf (222 kN)                          | 50.000 lbf (222 kN)                          |
| Kapaciteta goriva                                                 | 23.814 US gal (90.150 l                      | 26.502 US gal (100.320 l)                    | 31.642 US gal (119.780 l)                    |

Viri: Jane's All The World's Aircraft 1982–83 except where stated